# Ahaneith
Ahaneith (ˁhˁ-nỉ.t) va ser una una dona noble egípcia durant la dinastia I. Va rebre el nom de la deessa Neith.
El faraó Djet de la primera dinastia va ser enterrat a la tomba Z d'Umm el-Qa'ab, on hi ha una estela molt malmesa de pedra calcària, de 35,5×23 cm, que porta el nom d'Ahaneith. L'estela, que porta el nom d'UC 14268, no especifica cap títol per a Ahaneith, per la qual cosa no podem estar segurs de si era l'esposa del rei, una funcionària reial o un només una parenta del rei.